# Харт-Пургшталль
Харт-Пургшталль (нем. Hart-Purgstall) — коммуна в Австрии, в федеральной земле Штирия.
Входит в состав округа Грац.  Население составляет 1642 человека (на 31 декабря 2005 года). Занимает площадь 11,00 км². Официальный код — 60634.

## Политическая ситуация
Бургомистр коммуны — Эрнст Земмлер (АНП) по результатам выборов 2005 года.
Совет представителей коммуны (нем. Gemeinderat) состоит из 15 мест.
- АНП занимает 13 мест.
- СДПА занимает 2 места.